# Пятирог (герб)
Пятирог (пол. Pietyróg) — украинский и польский дворянский герб.

## Описание
В голубом поле золотой пятиугольник, увенчанный лилией. Вариант: в красном поле белый шестиугольник, увенчанный такой же лилией.
Щит увенчан дворянскими шлемом и короной. Нашлемник: три страусовых пера. Намет на щите голубой с золотом (красный с серебром).

## Герб используют
23 рода
Bohoiński, Bokoiński, Bokojemski, Ciemiński, Ciereszkiewicz, Ciereszko, Gęba, Ilnicki, Jeleżyński, Jeło-Maliński, Kuniewski, Kuniowski, Maliński, Mormidło, Mormiłło, Mormoł, Piatyr, Pietyroch, Pietyróg, Stulgiński, Trykowicz, Trzebiałkowski, Trzebiatowski